# Orphilus dubius
Orphilus dubius is een keversoort uit de familie spektorren (Dermestidae). De wetenschappelijke naam van de soort werd in 1912 gepubliceerd door Henry Frederick Wickham.